# Túmulo de José
Túmulo de José (em hebraico:  קבר יוסף, Qever Yosef, em árabe: قبر يوسف   , Qabr Yūsuf) é um monumento funerário localizado na entrada leste do vale que separa os montes Gerizim e Ebal, 300 metros a noroeste do Poço de Jacó, nos arredores da cidade de Nablus, na Cisjordânia. Foi venerado ao longo dos tempos pelos samaritanos, para quem é o segundo local mais sagrado, por judeus, cristãos e muçulmanos, alguns dos quais o veem como o local de um xeque medieval, Yusef Al-Dwaik.
O local fica perto de Tell Balata, o local de Shakmu no final da Idade do Bronze e, mais tarde, o Siquém bíblico. Uma tradição bíblica identifica a área geral de Siquém como o local de descanso do patriarca bíblico José e seus dois filhos Efraim e Manassés. Vários locais ao longo dos anos foram vistos como o lendário local de sepultamento de José. Registros pós-bíblicos sobre a localização do Túmulo de José em algum lugar ao redor desta área datam do início do século IV d.C. A estrutura atual, uma pequena sala retangular com um cenotáfio, data de 1868, e está desprovida de qualquer vestígio de materiais de construção antigos. Enquanto alguns estudiosos, como Kenneth Kitchen e James K. Hoffmeier afirmam a historicidade do relato bíblico de Joseph, outros, como Donald B. Redford, argumentam que a história em si "não tem base em fatos".
Em pontos-chave de sua longa história, um local que se acredita ser o Túmulo de José nesta área testemunhou intenso conflito sectário. Samaritanos e cristãos disputando acesso e título ao local no início do período bizantino frequentemente se envolveram em confrontos violentos. Depois que Israel capturou a Cisjordânia em 1967, os muçulmanos foram proibidos de adorar no santuário e ele foi gradualmente transformado em uma sala de oração judaica. O atrito inter-religioso e o conflito de reivindicações judaicas e muçulmanas concorrentes sobre a tumba tornaram-se frequentes. Embora tenha caído sob a jurisdição da Autoridade Nacional Palestina (PNA) após a assinatura dos Acordos de Oslo, permaneceu sob guarda das IDF com os muçulmanos proibidos de orar lá. No início da Intifada de Al-Aqsa em 2000, logo após ser entregue à PNA, foi saqueada e arrasada por palestinos revoltados. Após a reocupação de Nablus durante a Operação Escudo Defensivo de Israel em 2002, grupos judeus retornaram para lá de forma intermitente. Entre 2009 e 2010 a estrutura foi reformada, com uma nova cúpula instalada, e as visitas de fiéis judeus foram retomadas. A tumba foi vandalizada por manifestantes palestinos em 2015 e novamente em 2022.

## Tradições primitivas

### Fonte bíblica e tradições religiosas primitivas
A Torá fornece quatro detalhes sobre as tradições que cercam os restos mortais de José. O relato em Gênesis relata que, antes de sua morte, ele fez seus irmãos jurarem que levariam seus ossos do Egito para Canaã. Diz-se então que ele foi embalsamado e colocado em um caixão no Egito. Em Êxodo, é dito que Moisés cumpriu a promessa levando os ossos de José com ele quando ele deixou o Egito. Em Josué, diz-se que os ossos de José foram trazidos do Egito pelos Filhos de Israel e enterrados em Siquém.
Os ossos de José, que os filhos de Israel trouxeram do Egito, foram sepultados em Siquém em um terreno que Jacó comprou dos filhos de Hamor, pai de Siquém, por cem moedas de prata (qeśîṭâ).

### Erudição moderna sobre a narrativa dos ossos de José
Embora a data bíblica tradicional para a narrativa da vida e morte de José o coloque no Egito no meio da Décima Segunda Dinastia, aproximadamente comparável à invasão dos Hicsos no Egito, a erudição contemporânea não aceita mais uma datação tão remota. A própria figura de José é muitas vezes considerada uma "personificação de uma tribo", em vez de uma pessoa histórica.
Segundo a Bíblia, José foi embalsamado e enterrado em um caixão no Egito, depois de ter seu povo jurado levar seus ossos embora. O midrash posterior identifica seu primeiro sepultamento em um mausoléu real, ou como lançado no Nilo. Diz-se que Moisés reuniu os ossos e os levou consigo durante o Êxodo do Egito, usando magia para levantar o caixão, uma tradição repetida por Josefo, que especifica que eles foram enterrados em Canaã naquela época. A respeito de seu sepultamento em Canaã, de Josué é evidente que a porção que José recebeu foi um lote perto de Siquém, não a própria cidade.
A maioria dos estudiosos contemporâneos acredita que a historicidade dos eventos na história de José não pode ser demonstrada. Na esteira de estudiosos como Hermann Gunkel, Hugo Gressmann e Gerhard von Rad, que identificaram a história de José como principalmente uma composição literária, agora ela é amplamente considerada como pertencente ao gênero de romance ou novela. Como novela é lida como reelaboração de lendas e mitos, muitos deles, especialmente os motivos de seu enterro em Canaã, associados ao deus egípcio Osíris, embora alguns comparem o enterro de seus ossos em Siquém com a eliminação dos ossos de Dionísio em Delfos. As lendas e o folclore retrabalhados provavelmente foram inseridos na tradição textual em desenvolvimento da Bíblia entre os séculos VIII e VI aC. A maioria dos estudiosos situa sua composição em um gênero que floresceu no período persa do exílio.

## Histórico da identificação e uso do local

### Contas de peregrinos

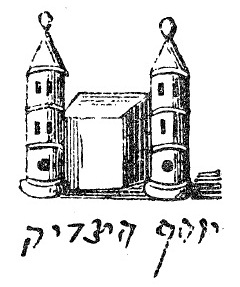
Desenho do itinerário do rabino Uri de Biel, c. 1564. (Anotação: "José, o Justo")

O Itinerarium Burdigalense (333 EC) observa: "No sopé da própria montanha, há um lugar chamado Sichem. Aqui está um túmulo em que José foi colocado, no terreno que Jacó seu pai lhe deu." Eusébio de Cesaréia escreveu nos registros do século 4 em seu Onomasticon: "Suchem, cidade de Jacó agora deserta. O local é apontado no subúrbio de Nablus. Lá o túmulo de José é apontado nas proximidades." Jerônimo, escrevendo sobre a estada de Santa Paula na Palestina escreve que "desviando o caminho [do poço de Jacó], ela viu os túmulos dos doze patriarcas". O próprio Jerônimo, juntamente com o monge bizantino George Syncellus, que viveu muitos anos na Palestina, escreveu que todos os doze patriarcas, incluindo José, foram enterrados em Siquém.

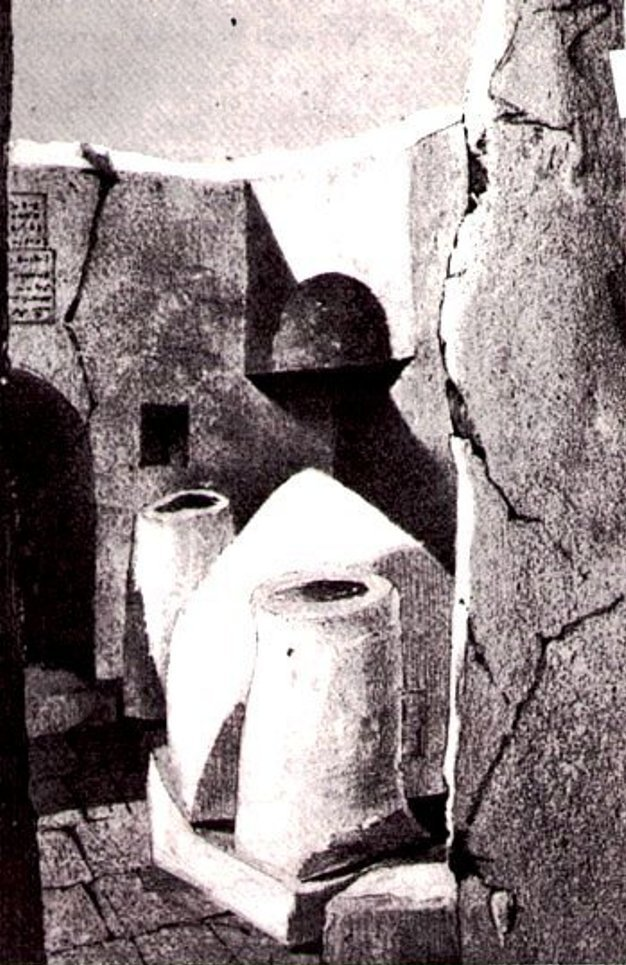
Fotografia, 1868

#### Ataques incendiários
Em 7 de julho de 2014, os palestinos tentaram incendiar o túmulo de José enquanto protestavam. As forças de segurança da Autoridade Palestina conseguiram deter os manifestantes antes que pudessem incendiá-lo. Em 22 de dezembro de 2014, judeus que estavam visitando o túmulo para acender velas para o feriado judaico de Hanukkah descobriram que o local havia sido vandalizado. As luzes foram quebradas e a fiação elétrica havia sido cortada. Foi a primeira vez que os judeus foram autorizados a visitar o túmulo em mais de um mês.
Em 9 de abril de 2022, centenas de palestinos invadiram o túmulo, quebrando a lápide sobre o túmulo, um lustre, e danificando o gabinete elétrico.